# Celleporina souleae
Celleporina souleae är en mossdjursart som beskrevs av Morris 1979. Celleporina souleae ingår i släktet Celleporina och familjen Celleporidae. Inga underarter finns listade i Catalogue of Life.